# حوض غسيل

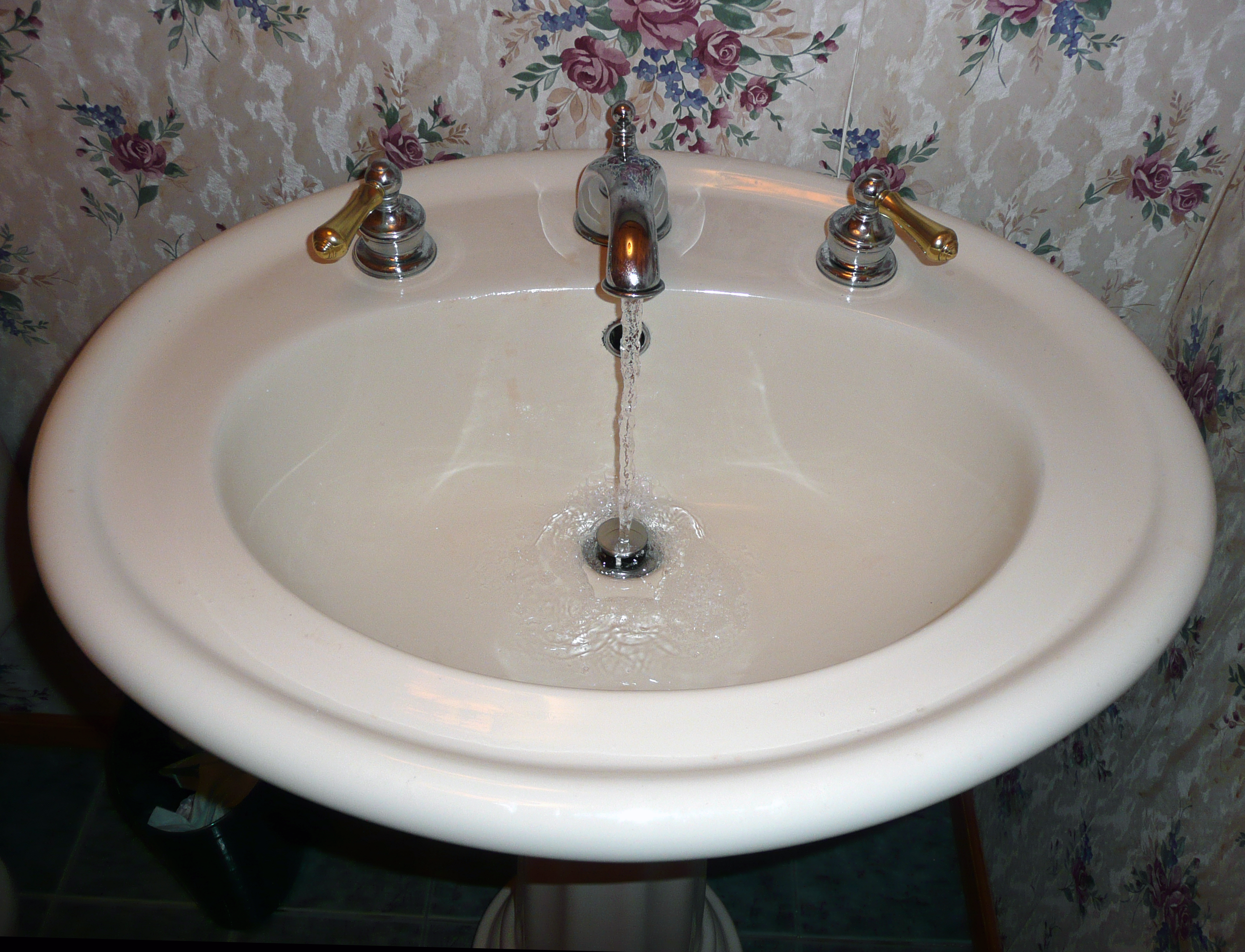
حوض للتغسل في حمام

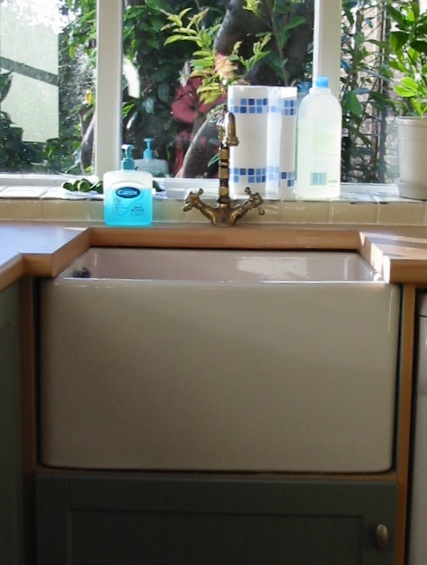
حوض غسل الصحون في مطبخ

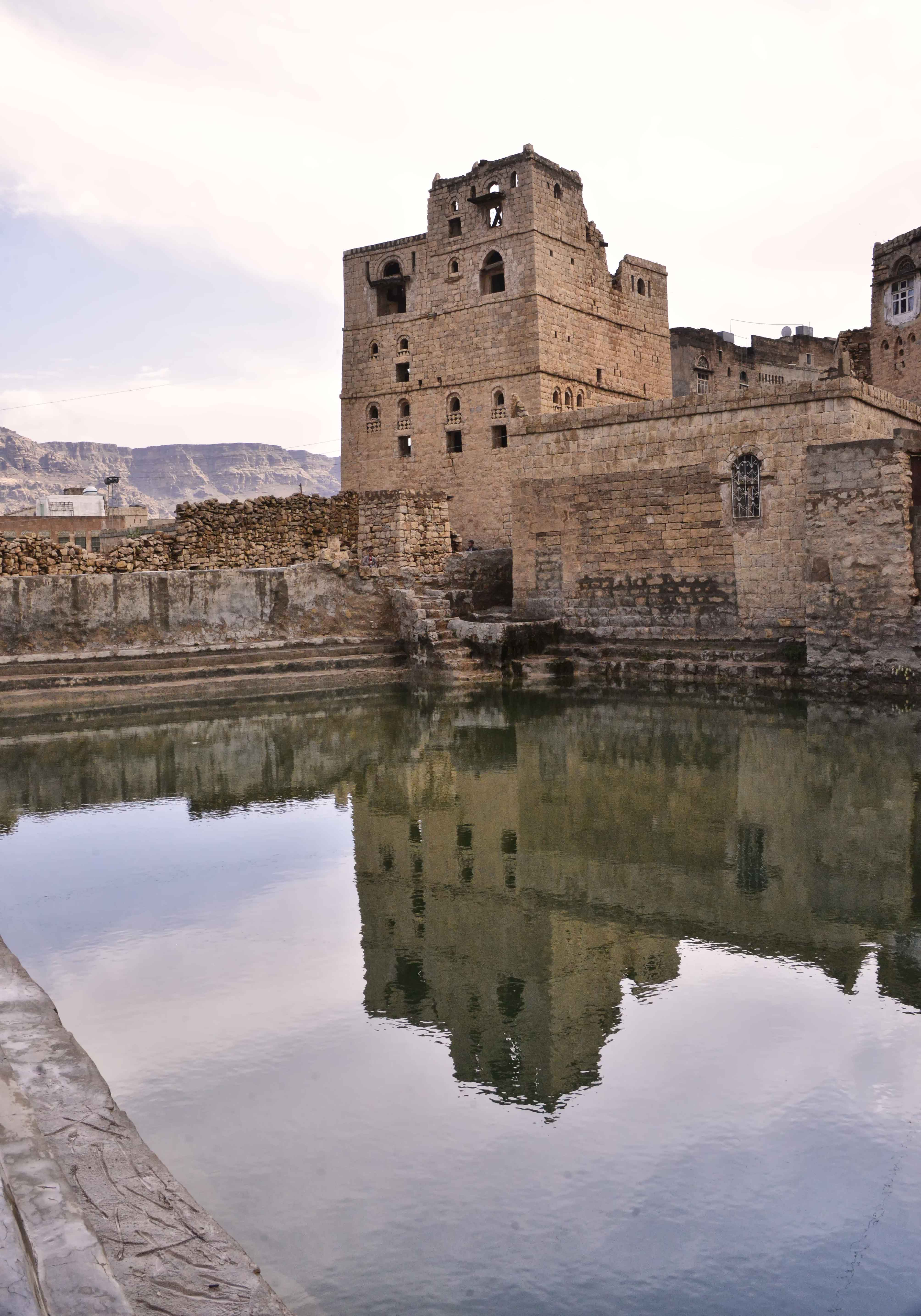
حوض مائي كبير

المجلى أو الحوض أو المغسلة أو المَغْسل أحد تجهيزات السباكة على شكل وعاء مُجوف يستخدم لغسل اليدين أو غسل الأطباق أو الأغراض الأخرى. وللأحواض بشكل عام صنابير (حنفيات) تزود بالماء الساخن والبارد، وقد تتضمن ميزة رش تُستخدم في الشطف الأسرع. وهي أيضًا تشمل مصرفًا للتخلص من الماء المستخدم؛ وقد يتضمن هذا المصرف مصفاة و/أو جهاز غلق وجهازًا لمنع التدفق الزائد. قد يكون للأحواض أيضًا موزع صابون متكامل.
عندما ينغلق الحوض أو ينسد، كثيرًا ما يلجأ الشخص لاستخدام منظف مصرف كيميائي أو كابس، على الرغم من أن أغلب السباكين المحترفين يهاجمون السدادة بواسطة مثقب تصريف (يُطلق عليه غالبًا اسم "مثقب السباك").

## مواد الحوض
تُصنع الأحواض من العديد من المواد المختلفة. تشمل:
- الفولاذ غير القابل للصدأ
- المينا على الفولاذ أو الحديد الزهر
- الخزف
- الرخام
- البلاستيك
- الحجر الأملس
- الخرسانة
- بلاط تيرازو
- الخشب
- الحجر
- النحاس
- الزجاج
- الجرانيت

عادةً ما يُستخدم الفولاذ غير القابل للصدأ في المطابخ والتطبيقات التجارية لأنه يمثل مفاضلة جيدة بين التكلفة وقدرة الاستخدام والاستدامة وسهولة التنظيف. تصنع أغلب أحواض الصلب الذي لا يصدأ بواسطة سحب لوح من الصلب غير القابل للصدأ على قالب. تُصنع بعض الأحواض العميقة جدًا بواسطة اللحام. لا تتلف أحواض الصلب غير القابل للصدأ بسبب الأغراض الساخنة أو الباردة وهي تقاوم التلف الناتج عن الصدمات. من مساوئ الصلب غير القابل للصدأ هي أنه، كونه مصنوعًا من معدن رفيع، أكثر ضجيجًا من أغلب مواد الأحواض الأخرى، على الرغم من أن الأحواض الأعلى جودةً تستخدم طلاءً ثقيلاً من مواد تقليل الاهتزاز على الجانب السفلي من الحوض.
المينا على الحديد الزهر هي من المواد الشائعة لأحواض المطبخ والحمام. ثقيلة ومستديمة، يمكن تصنيع هذه الأحواض كذلك في نطاق عريض جدًا من الأشكال والألوان. مثل الصلب غير القابل للصدأ، تتميز بمقاومتها الكبيرة للأغراض الساخنة أو الباردة، ولكنها قد تتلف بسبب الصدمات الحادة وبمجرد اختراق السطح الزجاجي، يتآكل حديد الزهر السفلي، ويؤدي إلى انطلاق المزيد من الزجاج. يؤدي التنظيف العنيف إلى خدش السطح، مما يؤدي إلى تراكم المزيد من القاذورات. المينا على الفولاذ تظهر بشكل مشابه ولكنها تمثل بديلاً أقل تجعدًا بكثير وأقل تناسبًا مع التكلفة.
أحواض الخزف الصلب لها العديد من المزايا نفسها الموجودة في المينا على الحديد الزهر، ولكن بدون خطر تلف السطح الذي يؤدي إلى التآكل.
تأتي الأحواض البلاستيكية في العديد من الأشكال الأساسية:
- الأحواض غير المكلفة هي ببساطة بلاستيك حراري مصنع بالحقن. وغالبًا ما تكون عميقةً ومنفردة تُستخدم في غرف غسل الملابس. لكونها معرضةً للتلف بسبب الأغراض الساخنة أو الحادة، فإن الميزة الوحيدة في هذه الأحواض هي انخفاض تكلفتها.
- أحواض الطرف المرتفع الأكريليك العميقة (المنخفضة في الوسط) والأحواض المنخفضة (المتصلة من القاع) تزداد شعبيتها، على الرغم من أنها سهلة التلف بسبب الأغراض الصلبة - مثل كشط مقلاة من الحديد الزهر في الحوض.
- قد تُصنع الأحواض البلاستيكية كذلك من نفس المواد المستخدمة في تكوين ألواح التقطيع ذات «السطح الصلب». هذه الأحواض مستديمة وجذابة ويمكن سبكها بلوح تقطيع متكامل أو تجميعها مع لوح تقطيع منفصل بطريقة سلسة، مما يؤدي إلى عدم اتصال الحوض بلوح التقطيع أو اتصال الحوض بلوح التقطيع بشكل ناعم لا يحتجز الأتربة أو الجراثيم. هذه الأنواع معرضة للتلف بسبب الأغراض الساخنة ولكن المناطق التالفة قد تتم في بعض الأوقات صنفرتها لإظهار المادة غير التالفة.

كانت أحواض الحجر الأملس شائعةً في أحد الأوقات، ولكنها تُستخدم اليوم في التطبيقات شديدة الأهمية أو التطبيقات التي يجب أن تقاوم الكيماويات الكاوية التي قد تتلف الأحواض التقليدية.
ترجع الأحواض الخشبية إلى الأوقات المبكرة للأحواض وكانت تُصنع الحمامات من خشب الساج الطبيعي بدون أي تشطيب إضافي. يتم اختيار خشب الساج بسبب خصائصه الطبيعية المقاومة للماء - وقد استُخدم لمئات السنوات في الصناعات البحرية لهذا السبب. لخشب الساج خصائص مضادات حيوية طبيعية، ويعتبر ذلك ميزة إضافية في استخدامه في الحمامات والأحواض.
الأحواض الزجاجية: اتجاه حالي في تصميم الحمامات في الحوض الزجاجي المصنوع يدويًا (يشار إليها غالبًا بالحوض الوعائي) الذي أصبح مسايرًا للموضة للأثرياء من أصحاب المنازل.
تُستخدم الأحواض الصخرية منذ فترة طويلة. من الأحجار الأكثر شيوعًا: الرخام وحجر الترافرتين والعقيق يماني والجرانيت.
أحواض الزجاج والخرسانة وبلاط التيرازو عادةً ما تُصمم من أجل جاذبيتها الجمالية ويمكن الحصول عليها في تشكيلة كبيرة من الأشكال والألوان غير المعتادة مثل الأشكال الزهرية. تُستخدم الخرسانة وبلاط التيرازو في بعض الأحيان أيضًا في التطبيقات الثقيلة جدًا مثل أحواض الصيانة.

## الأساليب

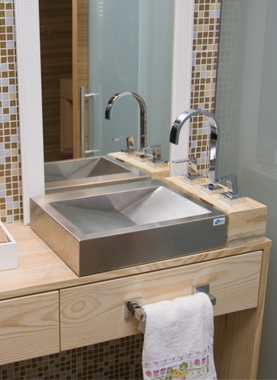
حوض حمام من الفولاذ غير القابل للصدأ مستندًا على سطح خشبي. التصميم البرازيلي المبتكر.

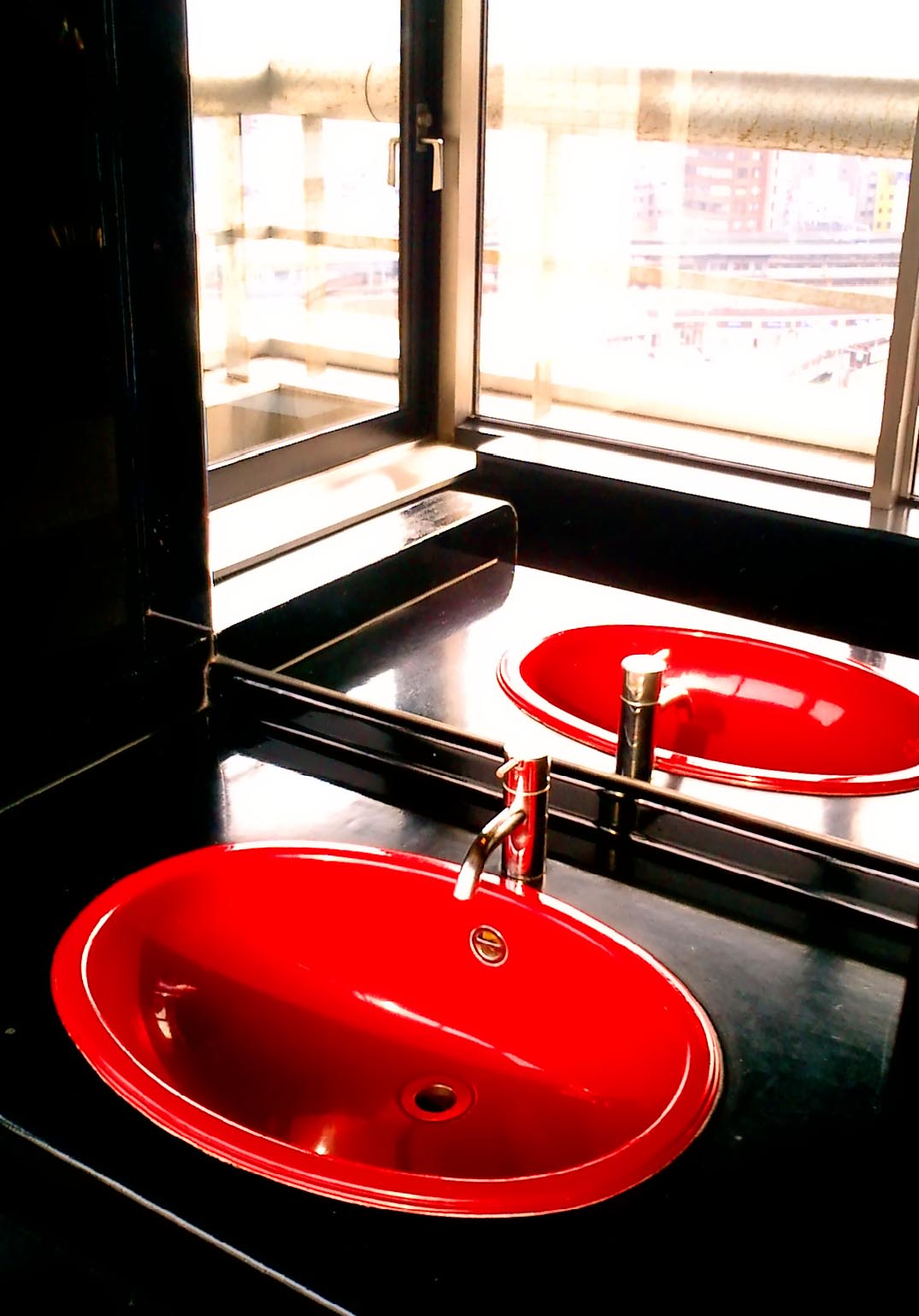
تتوافر الأحواض بألوان كثيرة

الأحواض ذاتية التحديد (المُثبتة من أعلى) تستقر في حفر ذات أشكال مناسبة محفورة في لوح التقطيع (أو المادة السفلية) باستخدام منشار أو أي أداة قطع أخرى مناسبة للمادة المعنية ومعلقة في حافتها. بعد ذلك تتماسك الحافة مع السطح العلوي من لوح التقطيع، خاصةً عند دخول الحوض في الحفرة من أسفل.
الأحواض المثبتة من القاع أو المثبتة من أسفل تثبت أسفل السطح المقابل. تنكشف حافة مادة السطح المقابل في الحفرة التي صنعت للحوض (ولذلك يجب أن تكون الحافة مكملة بعناية بدلاً من حفرها بالقوة). بعد ذلك يُثبت الحوض بقاع المادة من أسفل. بشكل خاص للأحواض المثبتة من القاع، مواد الإحكام المكونة من السيليكون تُستخدم في الأغلب لضمان التماسك المقاوم للماء بين الحوض ومادة لوح التقطيع. ميزة الحوض المثبت من أسفل هي أنه يضفي شكلاً عصريًا على المطبخ ولكن مساوئه هي التكلفة الإضافية للحوض ولوح التقطيع. وكذلك، بصرف النظر عن مدى جودة الحفر، تكون النتيجة إما نتوء صغير أو الضغط على واجهة الحوض. قد تنجم عن ذلك بيئة مناسبة لالتقاط القاذورات والسماح بنمو الجراثيم.
تسمح المواد البلاستيكية ذات السطح الصلب بصنع الأحواض من نفس المادة البلاستيكية في لوح التقطيع. يتم بعد ذلك لصق هذه الأحواض بسهولة بالجانب السفلي لمادة لوح التقطيع ويتم صنفرة نقطة الاتصال لتسويتها، مما ينتج الترابط غير المرئي المعتاد ويزيل أي شقوق مجمعة للقاذورات بين الحوض ولوح التقطيع. على نحو مماثل، بالنسبة للفولاذ غير القابل للصدأ، يمكن لحام الحوض في لوح التقطيع؛ ويتم بعد ذلك صقل نقطة الاتصال لإنتاج المظهر المكتمل الخفي.
حوض الخدم هو حوض خزفي مستطيل ذو حافة دائرية يوضع على سطح عمل. هناك بشكل عام نوعان من حوض الخدم: حوض لندن وحوض بلفاست. في عام 2006، كان نوعا الأحواض هما 61 سنتيمتر (24 إنش) المتقابلان و46 سنتيمتر (18 إنش) المتتاليان، مع عمق من 22.5 سنتيمتر (8.9 إنش). كانت أحواض لندن في الأصل أقل عمقًا من أحواض بلفاست. (اقترح دليل سمكرة سنة 1921 أن حوض بلفاست 38 سنتيمتر (15 إنش) عميق.) يرجع السبب في ذلك أن قدرة لندن على الوصول للماء النقي كانت أقل (وبالتالي ازدادت الحاجة إلى الحفاظ على الماء). ولكن هذا الاختلاف لا يوجد عادةً في العصر الحديث، وأصبح نوعا الأحواض الآن ضحلين. الاختلاف الرئيسي في الماضي وكذلك في الوقت الحالي بين حوض بلفاست وحوض لندن هو أن حوض بلفاست مزود بحاجز للفيضان يمنع الماء من التدفق من حافة الحوض بتصريفه بعيدًا وفي الأسفل في مكونات سمكرة مياه العادم.
حوض المزارع هو حوض عميق له واجهة مجهزة. ولأنه يوضع على لوح تقطيع، تبقى الواجهة المجهزة للحوض مكشوفة. يتطلب هذا الأسلوب من الأحواض القليل جدًا من «الامتداد» للوصول إلى الحوض.
الحوض الوعائي هو حوض منفرد، مجهز بشكل عام ومزخرف على جميع جوانبه، ويقبع بشكل مباشر على سطح الأثاث الذي يُثبت عليه. أصبحت هذه الأحواض شائعةً بشكل متزايد عند مصممي الحمامات بسبب النطاق الكبير من المواد والأساليب والتجهيزات التي قد تمثل ميزة جيدة.

## بناء حوض الخزف
يُصنع الخزف بواسطة مزيج من المواد الطينية والمرشحات والتدفقات تُلصق معًا أثناء عملية التسخين. هناك العديد من المواد الطينية للنار العالية التي تُسخن إلى ما يزيد عن 1200 درجة مئوية (2200 فهرنهايت) وهي مقاومة تمامًا للزوال والبقع والاحتراق والخدوش وآثار الأحماض. المواد الطينية للنار المنخفضة، تسخن إلى أقل من 1200 درجة مئوية، وتستخدم في الأغلب بواسطة أكبر المصنعين التجاريين ومنتجي العالم الثالث، وبينما هي مستديمة، إلا أنها معرضة للخدوش والتلف بمرور الوقت. يتم أولاً تجهيز جسم المادة الطينية إلى درجة حرارة تقرب من 1000 درجة مئوية (1900 فهرنهايت). في التسخين الثاني يُستخدم لهب أبيض أو ملون وتتم الإذابة بالحرارة التي تشعل الزجاج (اللهب) كيميائيًا وفيزيائيًا لجسم المادة الطينية أثناء عملية التسخين ذاتها. بسبب عملية التسخين والمواد الطينية الطبيعية المستخدمة، من الطبيعي أن يختلف المنتج في الحجم والشكل، بزيادة/نقص 5 مليمترات في الوضع الطبيعي.

## المرفقات
ميزة بعض الحمامات العامة «الأحواض التلقائية»، تستخدم صمامًا مُستشعرًا للحركة لاكتشاف حركة يدي المستخدم أسفل الصنبور. ثم تقوم بفتح المياه.
الأحواض، وبشكل خاص تلك المصنوعة من الصلب الذي لا يصدأ، يمكن تجهيزه بلوح تصريف متكامل، يتيح تصريف المياه من الأطباق المجلية.

## معرض الصور
هناك العديد من الأشكال والأحجام المختلفة من الأحواض.

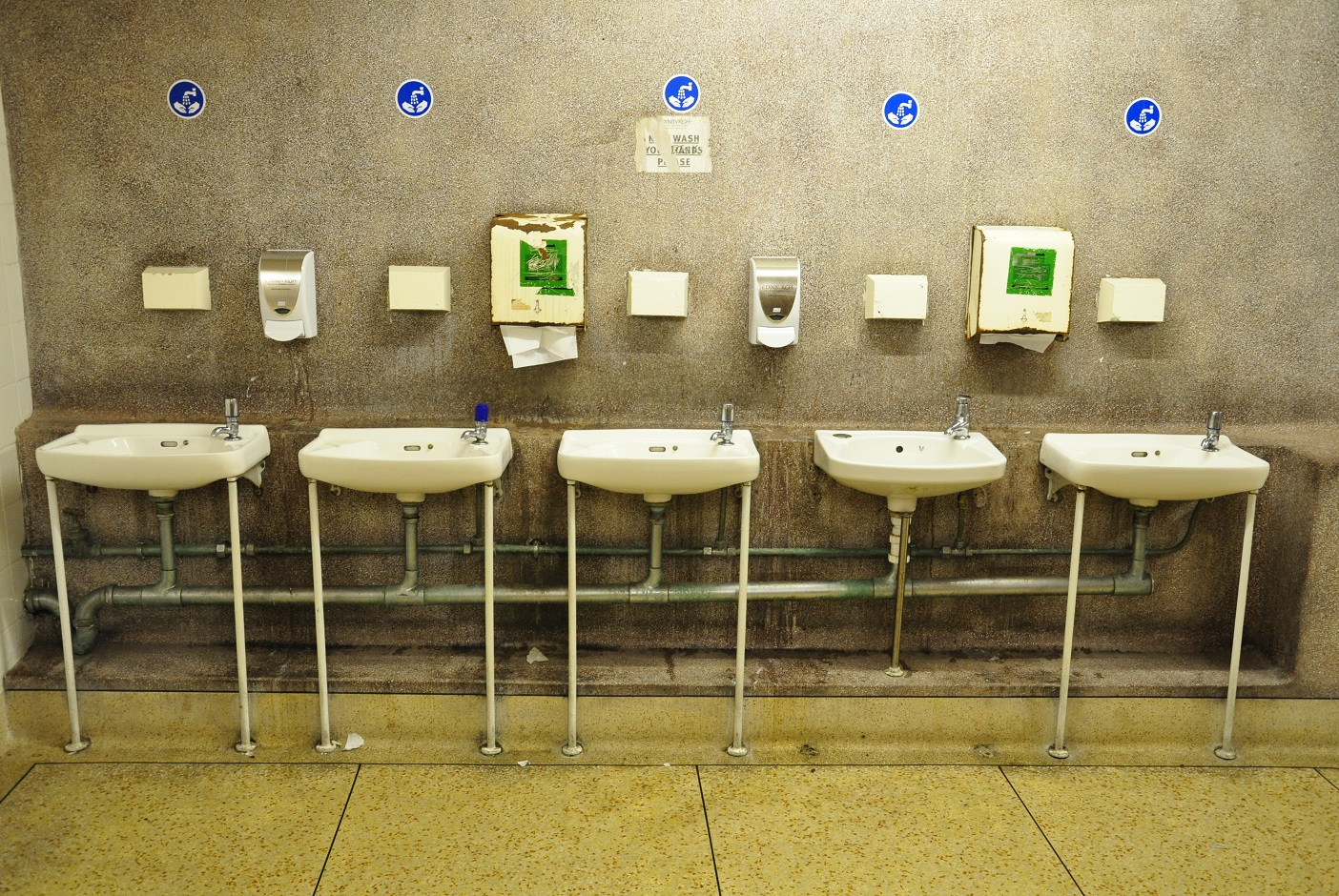
الأحواض في حمام عام، إدنبرة، أسكتلندا
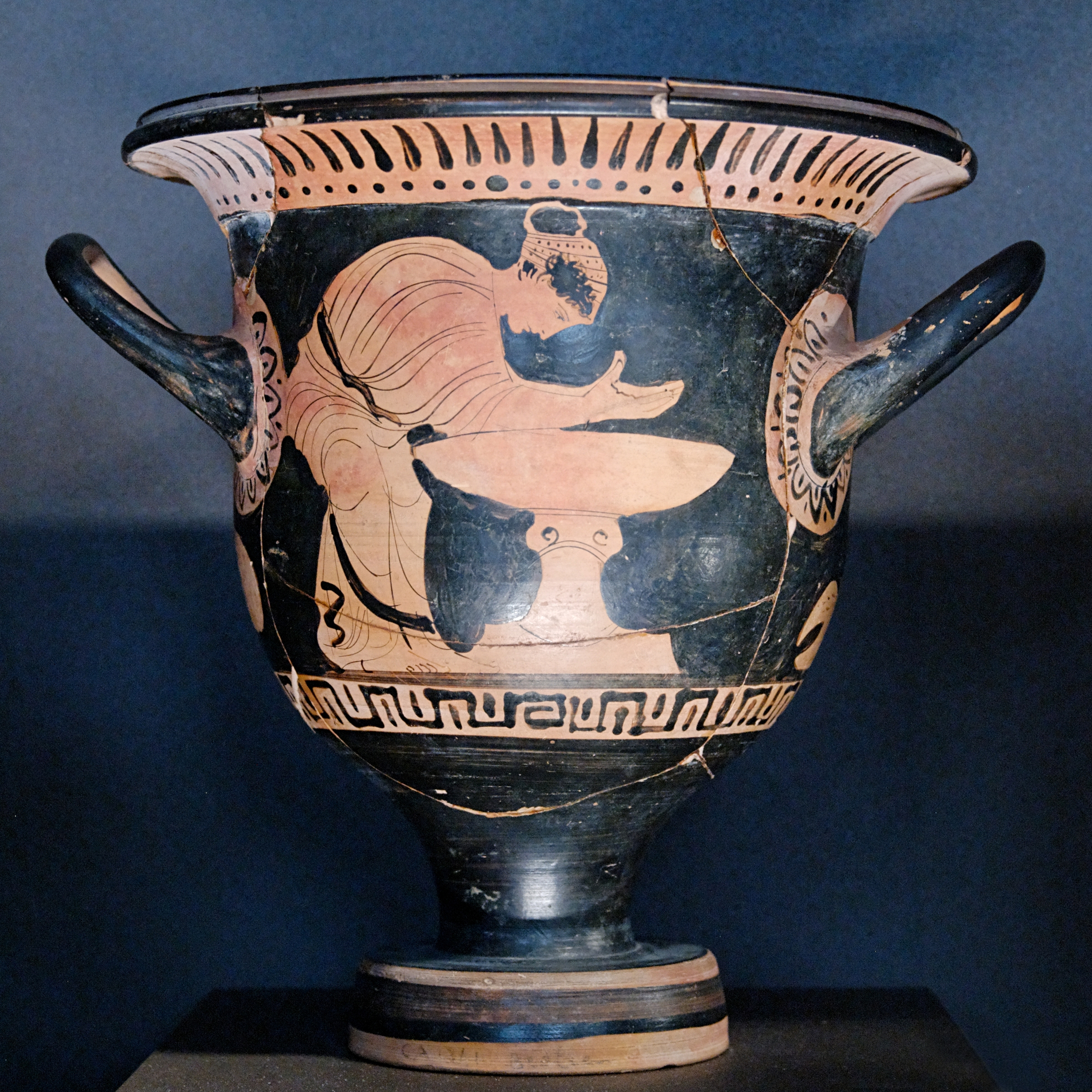
امرأة تغسل عند حوض ماء (louterion). الجانب B من الإغريق القدامى بيوتيا الشكل الأحمر bell-كراتر، 450-425 قبل الميلاد. من بيوتيا.
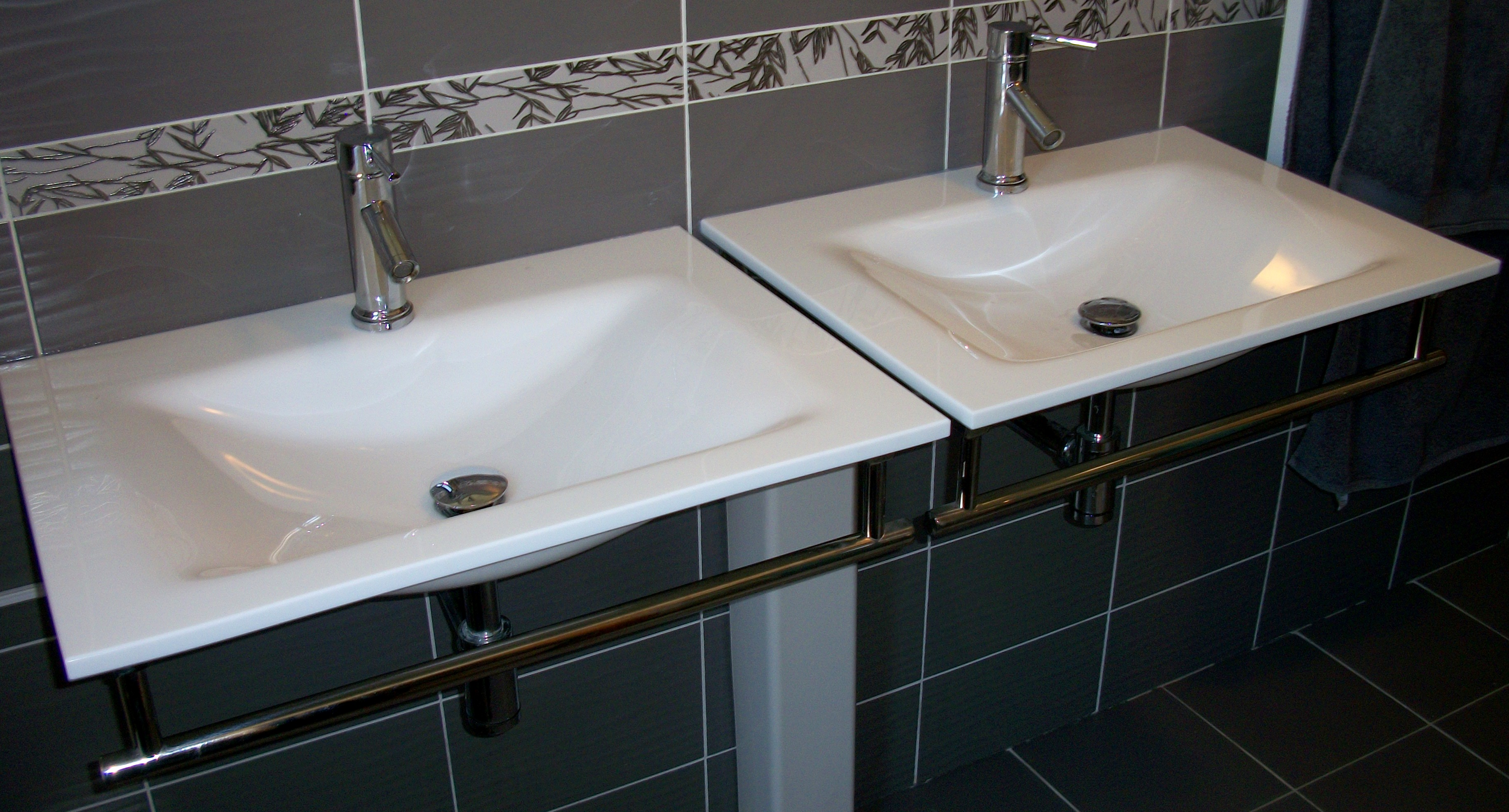
أحواض الزجاج الأبيض
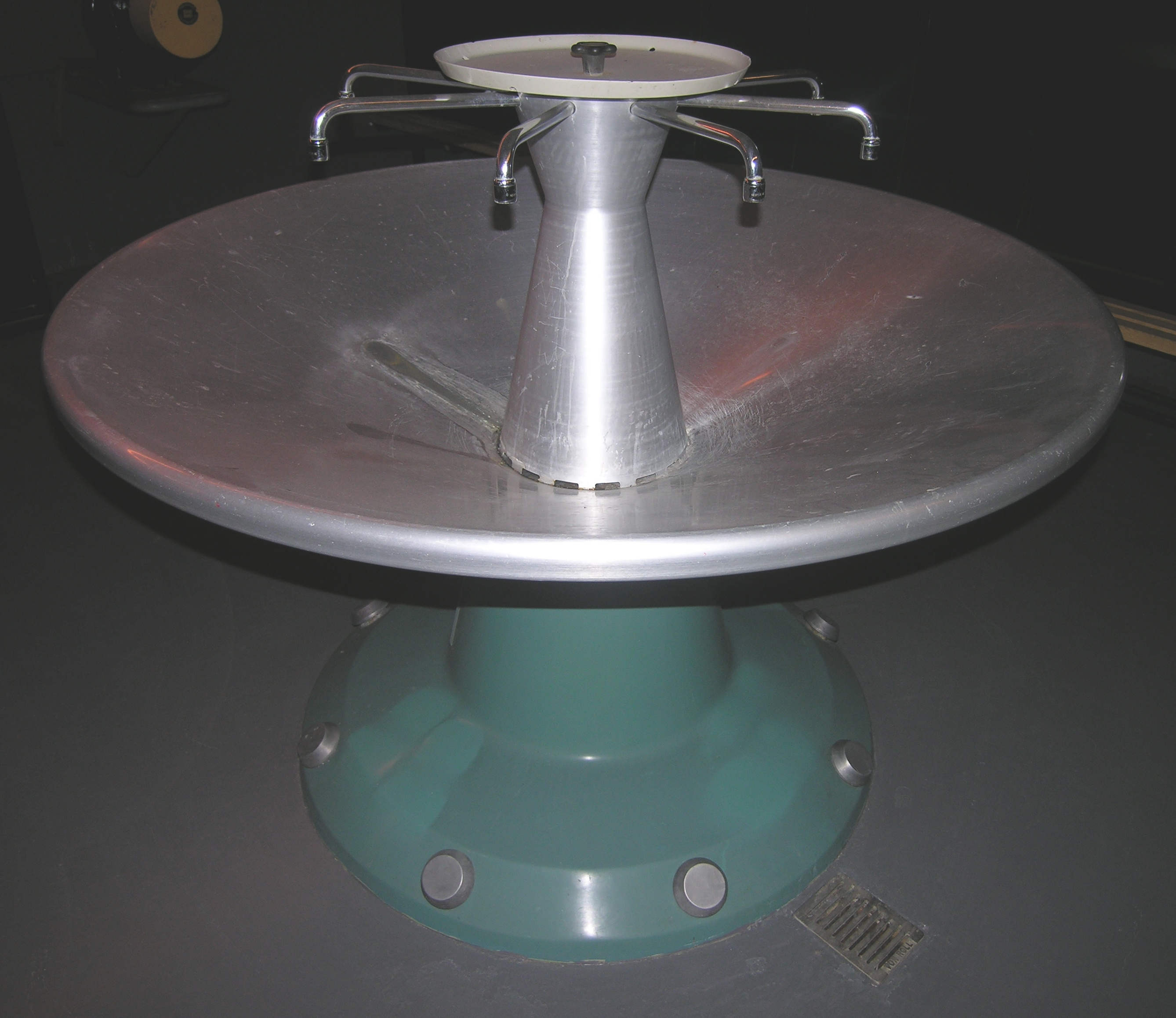
يمكن أن يستخدمه عدد من الأشخاص في نفس الوقت.

## قائمة المراجع
- Blower, G.J. Plumbing Mechanical Services. 5th ed. Edinburgh Gate, Essex, UK: Pearson Education Limited, 2006.
- Fletcher, Banister Flight, Sir. Architectural Hygiene. London: Sir I. Pitman & Sons, 1921.